# Southern Comfort
Southern Comfort és una pel·lícula de l'any 1981 dirigida per Walter Hill i protagonitzada per Keith Carradine i Powers Boothe.

## Argument
1973, la Guàrdia Nacional de Louisiana arriba a la regió dels pantans per a realitzar unes rutinàries maniobres militars. El segon esquadró està integrat pel sergent Poole (Peter Coyote), el caporal Casper (Les Lannom) i sis soldats. Per diversió, un dels soldats dispara bales de fogueig contra uns cajuns, un dels quals, creient-se atacat, respon amb el seu fusell i mata el sergent Poole. L'esquadró intentarà fugir dels aiguamolls, però els cajuns no ho permetran: Cribbs (T. K. Carter) cau en un parany mortal, Stuckey (Lewis Smith) mor asfixiat en el fang i tots els altres sembla que moriran en el decurs de la fugida.

## Context històric i artístic
La cinquena pel·lícula de Walter Hill és una petita obra mestra del suspens aplicat al cinema d'acció. Una fórmula en la que destacaria el cineasta californià, el qual havia escrit per a Peter Bogdanovich La fugida, realitzada el 1972 per Sam Peckinpah.
És un relat d'aventures sobre la lluita per la supervivència, jugant-hi un paper decisiu l'aïllat entorn geogràfic, la creixent tensió i els conflictes violents, preludi d'una tragèdia indefugible. Amb depurada narrativa visual, Walter Hill explora amb eficàcia l'espai físic i crea el necessari clima de paroxisme perquè el relat progressi des de la rutina en la qual es mouen els soldats fins al caos, la por i l'absurditat més extrema. Els antipàtics i irresponsables voluntaris de la Guàrdia Nacional de Louisiana hauran de pagar amb escreix la profanació dels aiguamolls i les seues majúscules nicieses: en sentir-se amenaçats i agredits, els cajuns de la regió es transformen en guerrers fantasmagòrics i venjatius. Amb la caça de l'home i les situacions límit com a arguments bàsics, el film és comparable amb altres títols d'assetjament i fugida en els quals Walter Hill va estar-hi ficat, cas d'Alien (Ridley Scott, 1979), Els amos de la nit (1979) i Trespass (1992). S'hi pot veure una possible al·legoria de la guerra del Vietnam (una guerrilla selvàtica aniquilant angoixats soldats estatunidencs), com també la brutalitat del xoc entre civilitzacions i primitivisme. Són lectures admissibles, però secundàries i potser errònies en una pel·lícula en la qual Walter Hill juga amb les cartes de l'abstracció, la pertorbació i l'adversitat. Els patètics militars s'han ficat dins d'un horrorós malson i no tenen ni idea de com sortir-ne sans i estalvis.

## Frases cèlebres
| « | "M'agradaria saber el que passa ací. La meua companyia em va traslladar a Baton Rouge. Porto ací més de sis mesos i no sé res dels maleïts pantans de Louisiana. Em manen que vagi a una merda de maniobres militars i, de sobte, sorgeixen uns tipus estranys que comencen a atacar-nos des dels arbres." (Powers Boothe com a Hardin) | » |

| « | Spencer: "Quant de temps has estat casat?" Hardin: "Cinc anys." Specner: "Feliçment?" Hardin: "Sí. Ella m'agrada i té un bon sentit de l'humor. Per què ho preguntes?" Spencer: "Bé, només pensava que si jo surto amb vida d'ací i tu no ho fas, podria anar a cercar-la." Hardin: "Ei, he dit que ella té un bon sentit de l'humor. No pas jo." | » |

## Curiositats
- Aquesta pel·lícula ha estat vista com una metàfora o una al·legoria de la guerra del Vietnam, encara que el director (Walter Hill) va negar explícitament aquesta interpretació.[3]
- El rodatge va tindre una durada de nou setmanes amb els actors i l'equip de producció treballant a raó de sis dies a la setmana.[3]
- La filmació als pantans de Louisiana fou una tasca força difícil i àrdua, ja que molts actors i tècnics es van engripar a causa del fred i la humitat.[3]
- La cançó "Parlez nous à boire" del final de la pel·lícula és cantada pel músic cajun Dewey Balfa.[3]
- Brion James va rebre classes d'un cajun de Louisiana per a adquirir-ne l'accent.[3]
- Aquesta pel·lícula fou la segona col·laboració entre el director Walter Hill i el compositor Ry Cooder.[3]
- La trama d'aquest film és similar a l'anterior pel·lícula del director Walter Hill: Els amos de la nit (1979). A totes dues pel·lícules, els personatges inician el retorn a casa enmig d'obstacles perillosos, un ambient hostil i enemics al llarg del camí.[3]
- Després d'aquesta pel·lícula, la cultura cajun seria revisitada en altres films de la dècada del 1980 com, per exemple, No Mercy (1986), The Big Easy (1987), El cor de l'àngel (1987) i Belizaire the Cajun (1986).[3]
- La pel·lícula no es basa en cap fet real i històric (cajuns enfrontant-se a la Guàrdia Nacional dels Estats Units) com alguns pensen: és, en la seua totalitat, una història de ficció.[3]
- El títol de la pel·lícula té un matís irònic, ja que els pantans de la Louisiana no es caracteritzen precisament per la seua confortabilitat i sí per les seues condicions perilloses i salvatges.[3]
- Walter Hill va escriure'n el guió el 1976: cinc anys abans que fos filmada i estrenada.[3]

## Errades del film
- Durant l'atac del gos, els coixinets protectors als braços dels homes són clarament visibles.[4]